# Imbrasia amathusia
Imbrasia amathusia är en fjärilsart som beskrevs av Gustav Weymer 1908. Imbrasia amathusia ingår i släktet Imbrasia och familjen påfågelsspinnare. Inga underarter finns listade i Catalogue of Life.